# Филиппов, Василий Иванович
Василий Иванович Филиппов (15 октября 1914, Ивановка, Самарская губерния — 26 октября 1981, Ржавец, Татарская АССР) — полный кавалер ордена Славы, старшина, сапёр.

## Биография
Родился 15 октября 1914 года в селе Ивановка (ныне — Старомайнского района Ульяновской области). Получив начальное образование, работал плотником на железнодорожной станции Чердаклы.
В 1935 году был призван в Красную Армию. Службу проходил на Дальнем Востоке. Участвовал в боях на озере Хасан. В 1939 году был демобилизован. Приехал в город Дзержинск, работал маляром Дзержинского стройучастка.
В ноябре 1941 года был вновь призван в армию. Был зачислен сапёром 213-го отдельного сапёрного батальона 145-й стрелковой дивизии. В боевых действиях впервые принял участие в марте 1942 года на Калининском фронте. Дивизия занимала оборону на участке от Велижа до Слободы до лета 1943 года. Затем участвовала в Смоленской стратегической операции, в освобождении Демидова, после чего вела бои на витебском направлении. В этих боях получил первые боевые награды.
16 октября ефрейтор Филиппов в составе группы сапёров проделал проходы в проволочных заграждениях противника. Лично заложил заряд по первый ряд заграждений, и забросил заряд под второй ряд. В результате был проделан проход, убито 2 патрульных гитлеровца. Был представлен к награждению орденом Красной Звезды, награждён медалью «За отвагу».
8 ноября 1943 года во время наступательного боя в районе деревни Гаврики ефрейтор Филиппов обезвредил до 70 противотанковых и противопехотных мин. В ночь на 21 ноября во время наступательных боёв в 9 км севернее поселка Яновичи под огнём противника проделал проход в двух рядах проволочного заграждения, чем обеспечил продвижение стрелковых подразделений. Приказом по частям 145-ю стрелковой дивизии от 9 декабря 1943 года ефрейтор Филиппов Василий Иванович награждён орденом Славы 3-й степени.
27 и 29 января 1944 года в 14 км восточнее города Витебск ефрейтор Филиппов дважды обеспечивал действия разведывательных групп по захвату контрольных пленных. Снял в общей сложности более 30 мин, проделал два прохода в проволочных заграждениях. 29 января вместе с разведчиками ворвался в траншею врага, участвовал в захвате «языка». Приказом по войскам 43-й армии от 13 марта 1944 года ефрейтор Филиппов Василий Иванович награждён орденом Славы 2-й степени.
Летом 1944 года в ходе Витебско-Оршанской наступательной операции дивизия освобождала Витебск. В июле 1944 года в ходе Полоцкой операции освободила город Глубокое. Затем принимала участие в Шяуляйской операции, в ходе которой освободила город Поставы и вышла к государственной границе. В этих боях сапёр Филиппов снова несколько раз отличился. О его ратных подвигах не раз писали фронтовые газеты, уважительно называя мастером инженерной разведки. Помогала ему в боевой службе собака Стрелка, которую Филиппов сам обучил безошибочно находить замаскированные немцами мины.
22 августа 1944 года установил на переднем крае под огнём противника 60 рогаток и 100 противопехотных мин, прикрыв ими наши окопы. 14 сентября, невзирая на сильный огонь противников, в составе группы разведчиков первым добрался до реки Лиелупе, провёл разведку глубины для предстоящей переправы наших войск. В ночь на 4 октября в районе местечка Каршунай вместе с отделением сапёров выдвинулся на передний край противника в полосе наступления 729-го стрелкового полка. Проверил на наличие мин всю местность вплоть до огневых точек противников. 16 октября был представлен к награждению орденом Славы 1-й степени. Документ прошёл все инстанции и 25 ноября был подписал командующим фронтом генералом И. Х. Баграмяном, но по какой-то причине остался в штабе фронта.
21 декабря 1944 года, действуя в составе разведывательной группы действуя на реке Заня в районе населённого пункта Бруклайн, в 20 км юго-западнее города Салдус, ефрейтор Филиппов обезвредил заряд под подготовленным к взрыву мостом, обеспечив продвижение подразделений через водный рубеж. 30 декабря был вновь представлен к награждению орденом Славы 1-й степени, на это раз генерал И. Х. Баграмян подписал наградной лист 25 января 1945 года, и документ ушёл в Москву.
В начале марта 1945 года 145-я стрелковая дивизия была расформирована, ефрейтор Филиппов был переведён командиром отделения в 342-й сапёрный батальон 306-й стрелковой Рибшевской дивизии Ленинградского фронта. Уже здесь узнал о высокой награде.
Указом Президиума Верховного Совета СССР от 24 марта 1945 года ефрейтор Филиппов Василий Иванович награждён орденом Славы 1-й степени. Стал полным кавалером ордена Славы.
После вручения наград в Кремле вернулся в свою часть. Участвовал в боях по уничтожению Курляндской группировки противника. В боях 28-29 марта 1945 года ефрейтор Филиппов со своим отделением провёл ремонт дороги и обеспечил беспрепятственное движение артиллерии и автотранспорта. 30 марта под огнём противника провёл инженерную разведку на предмет постройки моста через реку Виесатс, в следующие дни, под огнём противника, участвовал в постройке моста. Был представлен к награждению орденом Красной Звезды, награждён медалью «За отвагу».
Бои против Курляндской группировки продолжались до 15 мая 1945 года. В октябре 1945 года старшина Филиппов был демобилизован.
Жил в селе Верхняя Часовня (ныне Верхняя Терраса) Ульяновской области, затем в посёлке Чердаклы. Работал начальником караула, штукатуром, маляром, строил цеха предприятий пищевой промышленности. В 1970-е годы переехал на постоянное место жительства в деревню Ржавец  Куйбышевского района Татарской АССР, на родину жены, она была родом из села Красная Слобода, что в нескольких километрах от деревни. Скончался 26 октября 1981 года. Похоронен на кладбище села Красная Слобода Спасского района Республики Татарстан.

## Награды
Награждён орденами Славы 1-й, 2-й и 3-й степеней, медалями, в том числе двумя «За отвагу».

## Память
Его имя увековечено на родине, на памятной стеле в посёлке Чердаклы.